# قانون بدعتی و عرفی
قانون بدعتی و عرفی مجموعهٔ احکام گذشتهٔ قضات و محاکم مشابه است که مطابق مقررات حوزه قضایی خود برای ذکر به عنوان رویه قضایی از رسمیت برخوردارند. این تفاسیر با قانون موضوعه از سوی نهادهای قانونگذار تصویب می‌شوند و قانون تنظیمی که سازمان‌های قوه مجریه بر اساس قوانین موضوعه وضع می‌کنند متفاوتند.
در کشورهای کامن لا، مثل آمریکا این لفظ در اشاره به قضاوت دادگاه‌های استیناف منتخب، و دیگر نهادها استفاده می‌شود.